# Josh Kumra
Josh Kumra, född 19 april 1991,är en brittisk singer-songwriter.

## Diskografi
Studioalbum
- 2013 – Good Things Come To Those Who Don't Wait

EP
- 2012 – iTunes Festival: London 2012

Singlar
- 2012 – "Helicopters & Planes" (med K Koke)
- 2013 – "Waiting For You"
- 2013 – "The Answer"